# Conquisitores
Los conquisitores  fueron funcionarios de la Antigua Roma encargados de hacer comparecer a los jóvenes llamados al servicio militar si advertían resistencia a su incorporación a filas, pesquisidores, de pesquisar, información o indagación que se hace de alguna cosa para averiguar el hecho o la realidad de ella (disquisitionem instituere).

## Poltrones
Para evitar el servicio militar muchos jóvenes se escondían al llamamiento a su incorporación a la milicia, o al llamarlos por su nombre o tomarles el nombre no respodían o se negaban, y algunos llegaban a cortarse el dedo pulgar para hacerse inútiles al manejo de las armas y de quienes se ha pretendido derivar el nombre de poltrones.

## Castigos
Castigaban lo dicho con las siguientes penas:
- Prisión.
- Azotes.
- Confiscación de bienes.
- Muerte civil.
- Perdida de libertad.
- Servidumbre y vendidos como esclavos.

## Cónsules
Decidían los cónsules sobre las causas de su negación a incorporarse al ejército:
- Justas.
- Por la edad.
- Sacerdote.
- Emérito, había servido ya el tiempo establecido por la ley.
- Los no aptos por su complexión física.

## Finalidad
Fue necesario todo este rigor para conservar en su fuerza la reputación de las armas romanas, dependiente de la calidad de las gentes alistadas.

## Cayo Mario
Con Cayo Mario dejó de existir lo dicho ya que quitó el modo de elegir la tropa por las tablas del censo, y tras las guerras civiles de la República romana y tiempos sucesivos se admitieron todo género de gentes y creció con los emperadores, imponiéndose a los súbditos sobre sus personas y patrimonios con la obligación de dar caballos y gente para el servicio, mandando el número que debían suministrar y se remitían sin las calidades convenientes, lo que causó un gran deterioro en los ejércitos.